# Statue-menhir des Cazals
La statue-menhir des Cazals est une statue-menhir appartenant au groupe rouergat découverte à Pont-de-Salars, dans le département de l'Aveyron en France.

## Description
Elle a été découverte lors de travaux agricoles dans un champ surplombant la vallée du Viaur au sud et la vallée de l'Aveyron au nord. Elle est constituée d'une dalle en granite, très usée, mesurant 3 m de hauteur sur 1,60 m de largeur et 0,55 m d'épaisseur.
La statue n'a pas été retrouvée dans l'aire géographique habituelle des statues-menhirs du groupe rouergat mais elle en comporte certaines caractéristiques : la forme générale en amande, la surface régularisée par piquetage et comme attribut une ceinture gravée. Deux cupules symétriques positionnées à la hauteur du buste pourraient correspondre à la représentation des seins. S'il s'agit bien d'une statue-menhir féminine, ce serait le seul cas connu de statue-féminine de grande taille.